# جیکوب روتسن هاردنبرگ
جیکوب روتسن هاردنبرگ (Jacob Rutsen Hardenbergh) (زادهٔ ۲۲ فوریه ۶/۱۷۳۵ – درگذشتهٔ ۳۰ اکتبر ۱۷۹۰)، روحانی کلیسای اصلاحی هلندی، قانون‌گذار و نمایندهٔ ایالتی و آموزگار آمریکایی بود. او بنیان‌گذار کالج کوئینز (راتگرز کنونی، دانشگاه ایالتی نیوجرسی) در سال ۱۷۶۶ بود که بعدها اولین رئیس این کالج شد.
هاردنبرگ از نسل خانواده‌ای هلندی بود که در قرن هفدهم ساکن نیو آمستردام شدند و در امور استعماری نیویورک فردی سرشناس بود. او در خانهٔ کشیش جان فرلینهویسن، کشیش سرشناس کلیسای اصلاحی هلندی در نزدیکی سومرویل، نیوجرسی برای دورهٔ کشیشی آماده شد. هاردنبرگ پس از انتصاب، برای خدمت به اعضای کلیسا در درهٔ رودخانهٔ راریتان نیوجرسی و سپس در شهرستان اولستر، نیویورک فراخوانده شد. در طول دههٔ ۱۷۶۰، هاردنبرگ در تأسیس کالج کوئینز، هشتمین کالج از ۹ کالج تأسیس شده در دورهٔ استعمار، نقشی تأثیرگذار داشت. پس از تلاش‌های او در رایزنی با پادشاه بریتانیا، جورج سوم و فرماندار سلطنتی نیوجرسی، ویلیام فرانکلین برای تأسیس کالجی وابسته به کلیسای اصلاحی هلندی، فرمان تأسیس کالج کوئینز در سال ۱۷۶۶ صادر شد. در زمان انقلاب آمریکا، هاردنبرگ نمایندهٔ کنگرهٔ ایالت نیوجرسی شد که این کنگره اعلامیهٔ استقلال آمریکا را تصویب و اولین قانون اساسی این ایالت (۱۷۷۶) را تدوین کرد. پس از آن، او برای چند دورهٔ متوالی در مجلس شورای نیوجرسی خدمت کرد. در سال ۱۷۸۵، هاردنبرگ به عنوان اولین رئیس کالج کوئینز منصوب شد که این سمت را از سال ۱۷۸۶ تا زمان مرگش در سال ۱۷۹۰ حفظ کرد.

## زندگی‌نامه

### اوایل زندگی و تحصیلات
جیکوب روتسن هاردنبرگ در ۲۲ فوریه ۳۶/۱۷۳۵ در روزندیل نزدیک کینگستون، شهرستان اولستر، نیویورک در درهٔ هادسون چشم به جهان گشود. او پسر سرهنگ یوهانس هاردنبرگ جونیور (زادهٔ ۱۷۰۶ - درگذشتهٔ ۱۷۸۶) و ماریا دوبوآ (زادهٔ ۰۶/۱۷۰۵ – درگذشتهٔ ۱۷۹۰) بود. والدینش در ۶ دسامبر ۱۷۲۸ در کینگستون ازدواج کردند و صاحب هفت فرزند شدند که جیکوب چهارمین فرزند بود. پدرش در مجلس استعماری نیویورک خدمت می‌کرد و بعدها با درجهٔ افسر رزمی در ارتش قاره‌ای تحت نظر واشینگتن خدمت کرد. فرلینهویسن، هاردنبرگ را در خانه‌اش آموزش داد که امروزه این خانه با نام خانهٔ کشیش قدیمی هلندی در سومرویل، نیوجرسی قرار دارد.
هاردنبرگ نوهٔ یوهانس هاردنبرگ، زمین‌داری ثروتمند و چهره‌ای سرشناس در دولت استعماری نیویورک و مالک حق انحصاری ملک هاردنبرگ (۱۷۰۹) بود، زمینی پهناور که تقریباً ۲۰۰۰۰۰۰ جریب (۸۱۰۰ کیلومتر مربع) از کوهستان کتسکیل که امروزه شامل شهرستان‌های سولیوان، اولستر و دلاور در نیویورک هست را دربرمی‌گرفت. نام هاردنبرگ احتمالاً برگرفته از نام جد بزرگش، جیکوب روتسن است که دخترش کاترین، همسر دوم پدربزرگ پدری او بود.
جان فرلینهویسن در سال ۱۷۵۴ درگذشت و هاردنبرگ در ۱۸ مارس ۱۷۵۶، در بیست سالگی با بیوهٔ فرلینهویسن، دینا ون برگ (زادهٔ حدود ۱۷۲۳- درگذشتهٔ ۱۸۰۷) در راریتان، نیوجرسی ازدواج کرد. دینا دو فرزند از فرلینهویسن داشت. دینا متولد آمستردام و دختر لوئیس ون برگ، تاجری ثروتمند بود که «به تجارت در هند شرقی مشغول بود».: p.80  هنگامی که دینا تصمیم داشت با فرزندانش به هلند بازگردد، هاردنبرگ به او پیشنهاد ازدواج داد.: p.81  دفتر خاطرات دینا که از فوریه ۱۷۴۶ تا اواخر ۱۷۴۷ را دربرمی‌گیرد، تحت اختیار مجموعهٔ تخصصی و آرشیو دانشگاه بوده و در کتابخانهٔ آرچیبالد اس الکساندر در دانشگاه راتگرز نگهداری می‌شود. هاردنبرگ و همسرش صاحب نُه فرزند بودند: ماریا (زادهٔ ۱۷۵۷- درگذشتهٔ ۱۷۸۹)، لورا (زادهٔ ۱۷۵۷- درگذشتهٔ ۱۷۸۵)، یوهانس (زادهٔ ۱۷۵۹- درگذشتهٔ ۱۷۹۸)، الینور (زادهٔ ۱۷۶۰)، دینا (زادهٔ ۱۷۶۲)، جیکوب روتسن (زادهٔ ۱۷۶۳- درگذشتهٔ ۱۷۶۴)، راشل (زادهٔ ۱۷۶۵- درگذشتهٔ ۱۸۴۵)، جیکوب روتسن (زادهٔ ۱۷۶۸) و لوئیس (زادهٔ ۱۷۷۱- درگذشتهٔ ۱۸۱۰).‏ پسر ناتنی هاردنبرگ، فردریک فرلینهویسن (زادهٔ ۱۷۵۳- درگذشتهٔ ۱۸۰۴) در کنگرهٔ ایالتی نیوجرسی خدمت کرد و به عنوان سناتور ایالات متحده انتخاب شد. او همچنین به عنوان افسر نظامی در انقلاب آمریکا و در شورش ویسکی (۱۷۹۴) که در طی آن به درجهٔ سرلشکری رسید، شرکت داشت.

### حرفه به عنوان کاهن
هاردنبرگ تحت نظر کشیش جان فرلینهویسن به مطالعهٔ الهیات پرداخت. فرلینهویسن کشیش کلیسای اصلاحی بود که در چندین منطقهٔ وابسته به حوزهٔ کلیسایی در درهٔ رودخانهٔ راریتان در شهرستان سامرست، نیوجرسی، در دهکدهٔ راریتان، بدمینستر، میلستون، نشانیک، نورث برنچ و نیوبرانزویک خدمت کرد.
هاردنبرگ چهار بار به عنوان رئیس مجمع شورای کلیسای اصلاحی هلندی انتخاب شد.

### کالج کوئینز
در سال ۱۷۶۳، هاردنبرگ به خاطر طرح ایجاد کالج کوئینز به اروپا سفر و از پادشاه بریتانیا، جورج سوم، درخواست کمک کرد. در ۱۰ نوامبر ۱۷۶۶، فرماندار سلطنتی، ویلیام فرانکلین، اجازهٔ تأسیس کالج کوئینز را صادر کرد.
در سال ۱۷۸۵، اعضای هیئت امنا از کشیش دیرک رومین درخواست کردند تا اولین رئیس این کالج شود، اما او نپذیرفت.: p.25  سپس اعضای هیئت امنا، هاردنبرگ را به این سمت منصوب کردند.: p.25  در سال ۱۷۸۹، ده دانشجو از کالج کوئینز فارغ‌التحصیل شدند.

### حرفهٔ سیاسی
در دوران انقلاب آمریکا، هاردنبرگ به عنوان نمایندهٔ شهرستان سامرست در نشست نهایی کنگرهٔ ایالتی نیوجرسی که نهادی ناظر و قانون‌گذار بود و از ژوئن تا اوت ۱۷۷۶ در برلینگتون، نیوجرسی برگزار شد، شرکت کرد. در این نشست، دستور دستگیری آخرین فرماندار سلطنتی مستعمرهٔ نیوجرسی، ویلیام فرانکلین و تغییر وضعیت ایالت نیوجرسی از مستعمرهٔ سلطنتی به ایالتی مستقل صادر شد. این کنگرهٔ ایالتی متعاقباً اعلامیهٔ استقلال آمریکا را تصویب و اولین قانون اساسی ایالت نیوجرسی (۱۷۷۶) را تدوین کرد. هاردنبرگ برای چند دورهٔ متوالی در مجلس شورای نیوجرسی خدمت کرد.

### وفات و میراث
هاردنبرگ در ۳۰ اکتبر ۱۷۹۰ در اثر ابتلا به سل در نیوبرانزویک، نیوجرسی درگذشت. او در حیاط کلیسای اصلاحی هلندی در نیوبرانزویک به خاک سپرده شد. سنگ‌نوشتهٔ روی قبرش توسط کشیش جان هنری لیوینگستون نوشته شده‌است و از سوگواران درخواست می‌کند که «مسیر و راه پرهیزکارانهٔ او را ادامه دهید؛ و زمانی که از عهدهٔ این کار برآمدید، در کنار او به آرامش ابدی خواهید رسید».: p.78  در مدیحهٔ هاردنبرگ نوشته شده‌است: «واعظی متعصب و هواخواه مسیحیت که رفتار و کردارش از همان روزهای اول برای تمام کسانی که او را می‌شناختند، الگویی آشکار و درخشان از دیانت و تقوای واقعی بود… او میهن‌پرستی ثابت قدم بود و در رفتارهای خصوصی و عمومی‌اش، خود را دشمن ظلم و ستم، دوستدار آزادی و هوادار کشورش نشان می‌داد».: p.78  هاردنبرگ در زمان مرگش، فردی ثروتمند بود – بیشتر به‌خاطر پول و اموالی که از پدر و پدربزرگش به ارث برده بود - و مالک ۴۰۰۰۰ هکتار زمین در شهرستان اولستر که زمانی بخشی از حق انحصاری پدربزرگش بود.